# Wapiti Lake Park
Wapiti Lake Park är en park i Kanada.   Den ligger i provinsen British Columbia, i den centrala delen av landet, 3 300 km väster om huvudstaden Ottawa. Wapiti Lake Park ligger 1 849 meter över havet.
Terrängen runt Wapiti Lake Park är kuperad åt sydväst, men åt nordost är den bergig. Wapiti Lake Park ligger uppe på en höjd. Trakten runt Wapiti Lake Park är nära nog obefolkad, med mindre än två invånare per kvadratkilometer.. Det finns inga samhällen i närheten. 
I omgivningarna runt Wapiti Lake Park växer i huvudsak barrskog.